# Grabowiec (powiat pajęczański)
Grabowiec – kolonia w Polsce położona w województwie łódzkim, w powiecie pajęczańskim, w gminie Rząśnia.
W latach 1975–1998 miejscowość należała administracyjnie do województwa piotrkowskiego.